# Adapter

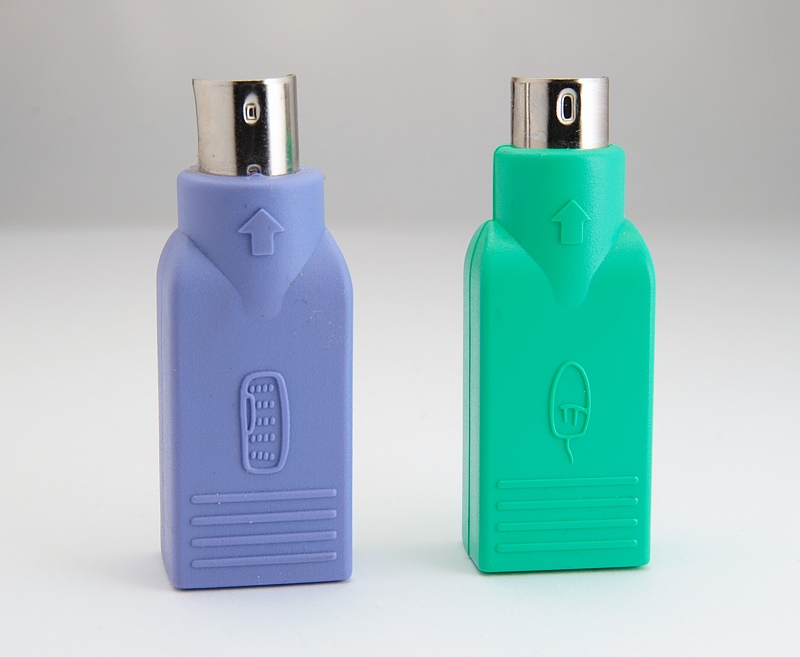
Adapter złącz USB/PS2.

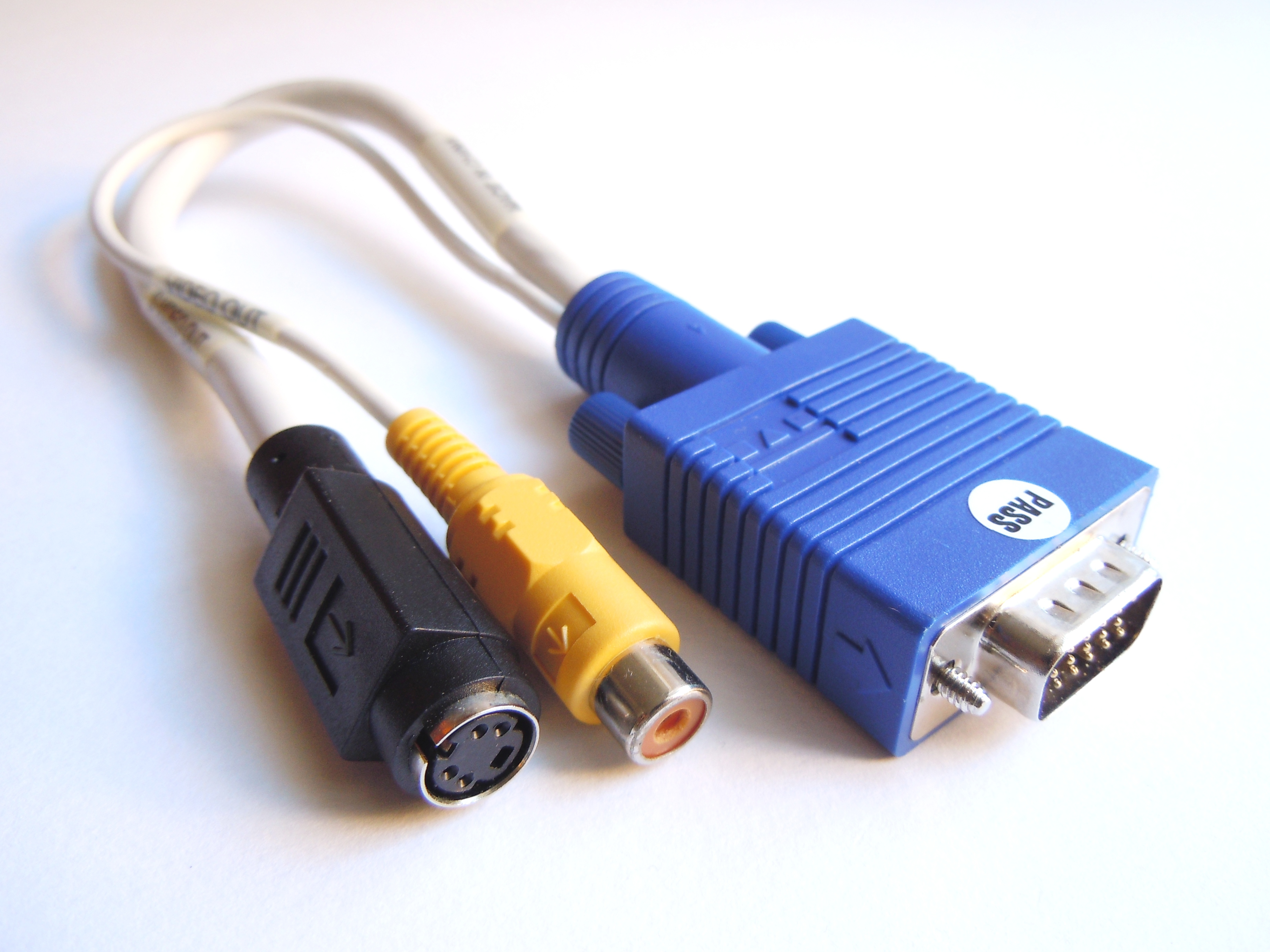
Adapter złącz VGA/S-Video.

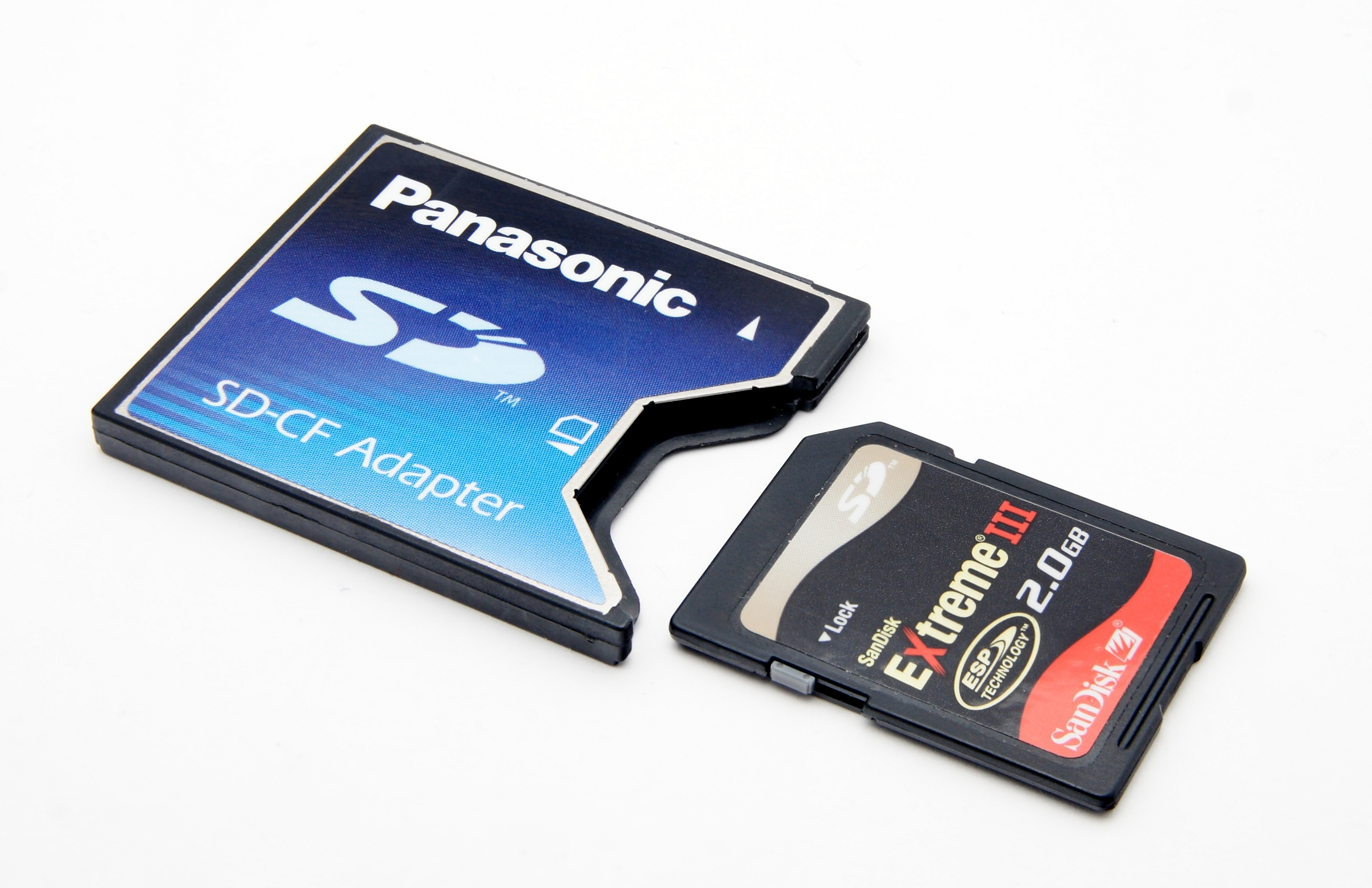
Adapter kart pamięci SD.

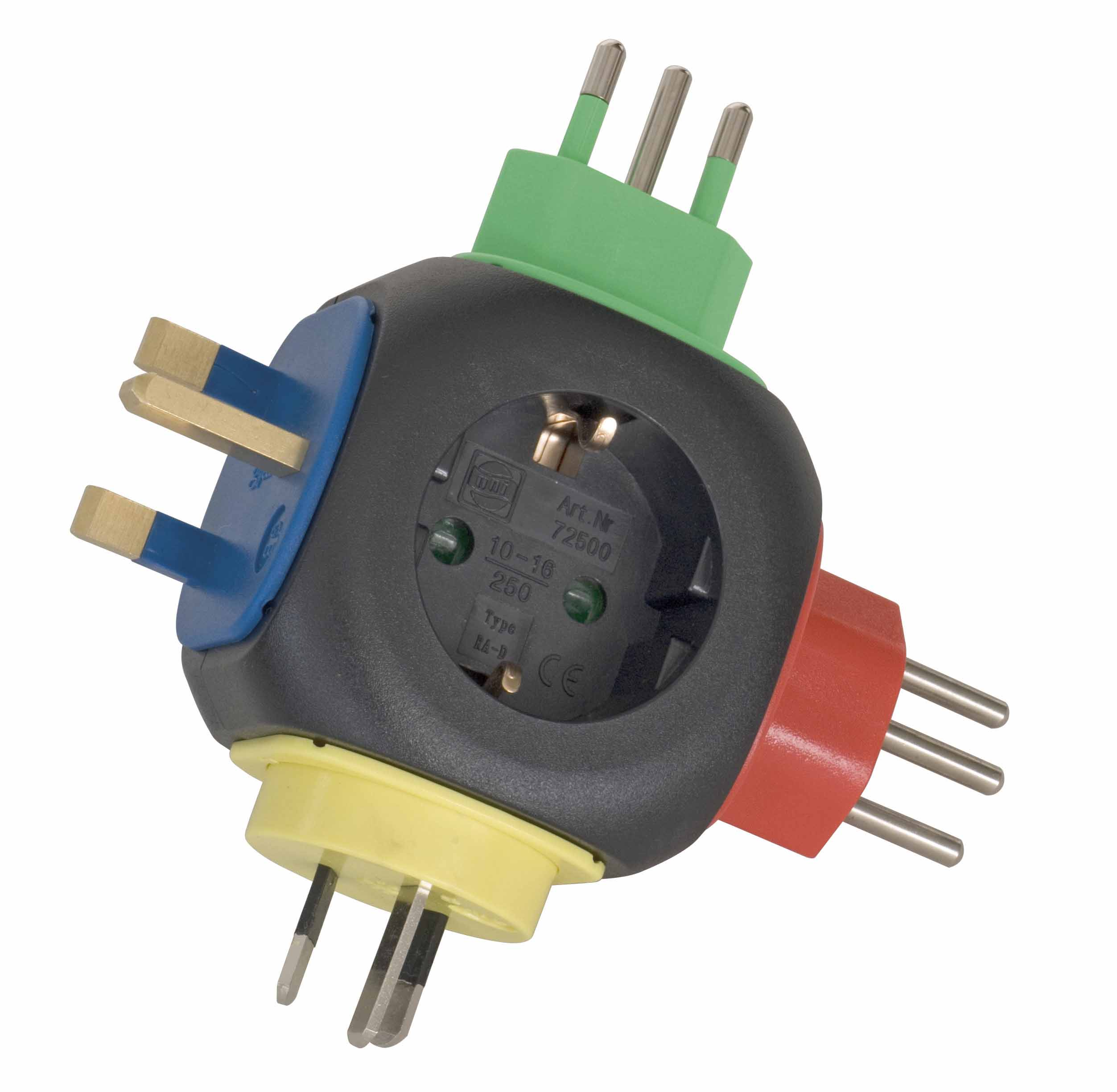
Adapter podróżny umożliwiający podłączenie do gniazdek sieci elektrycznej różnego typu.

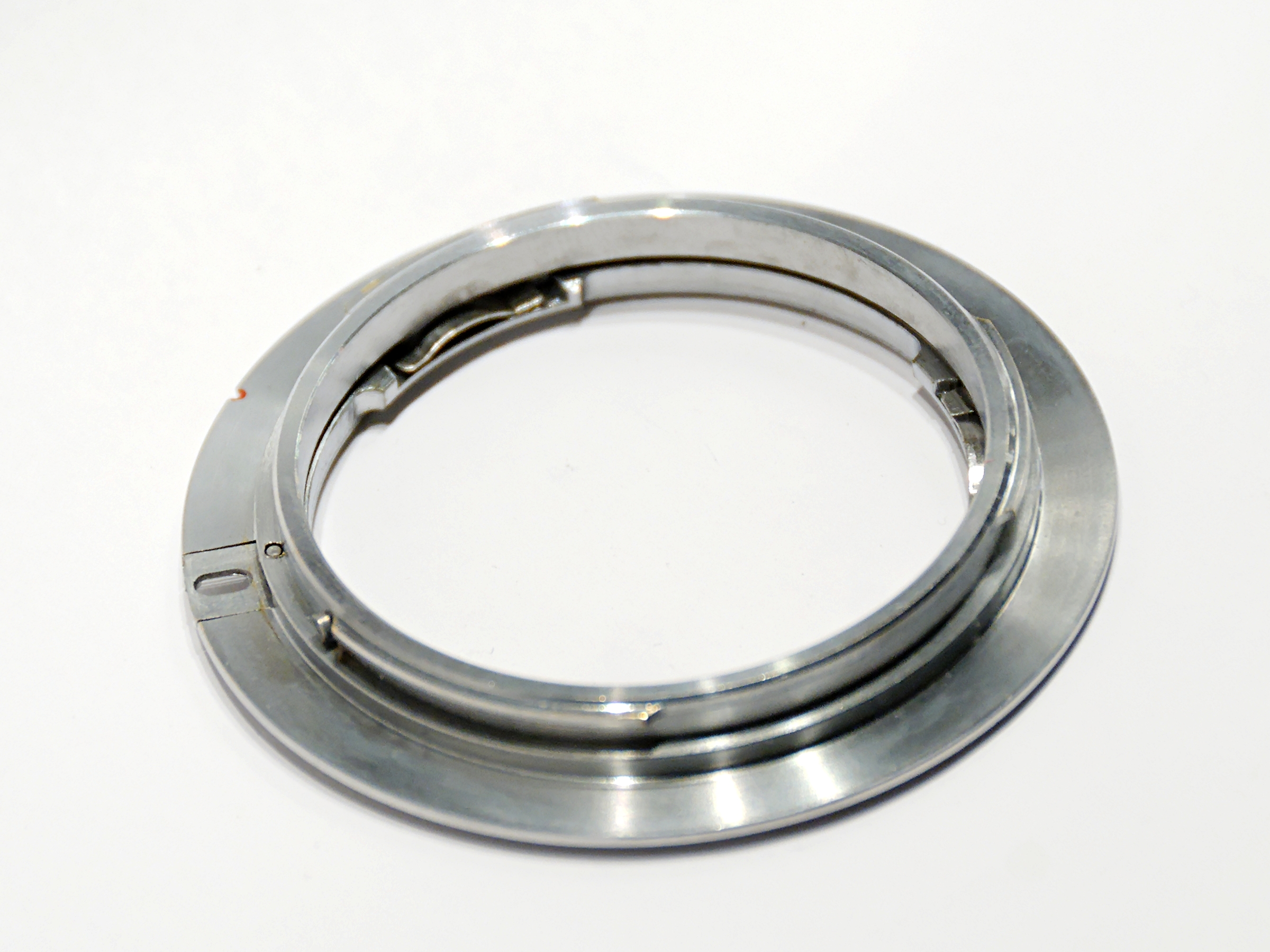
Pierścień adaptujący obiektywy fotograficzne firmy Nikon do aparatów firmy Canon (typu EOS).

Adapter (w języku angielskim także adaptor), potocznie przejściówka; element adaptujący tj. przystosowujący – element umożliwiający zastosowanie urządzenia do innych celów niż zostało to pierwotnie przewidziane.
Szerzej rzecz ujmując jest to element, lub zespół elementów, łączący dwa lub więcej zespołów jakiegoś urządzenia, lub jedno urządzenie z drugim, umożliwiający ich współpracę lub pełnienie określonej funkcji.

## Rodzaje adapterów
Istnieje wiele adapterów, a ich zakres zastosowań jest bardzo szeroki.
Adaptery elektryczne umożliwiają połączenie elektryczne różnych standardów. Wśród turystów podróżujących za granicę popularne są przejściówki (adaptory) pozwalające na podłączenie urządzeń sieciowych do gniazdek innego systemu (np. przejściówka dostosowująca wtyczkę systemu europejskiego C – 2 bolce okrągłe o rozstawie 19 mm – do gniazdka systemu amerykańskiego A – 2 bolce płaskie, równoległe, o rozstawie 12,7 mm/0,5″).
Adaptery fotograficzne umożliwiają połączenie mechaniczne urządzeń różnych standardów np. zastosowanie w aparacie fotograficznym z bagnetem obiektywu z mocowaniem M42. Istnieją także adaptery do filmów (np. rollkaseta do filmów zwojowych) i filtrów (specjalny pierścień pozwalający mocować filtr o innych wymiarach).
Adapter to także wymienny zespół roboczy w maszynach rolniczych, np. część przystosowująca kombajn rolniczy do zbioru kukurydzy.

## Adapter agramofon
Obecnie element służący do adaptacji nazywa się przeważnie przejściówką lub adapterem (zapożyczenie z języka angielskiego: adapter).
Dawniej potocznie adapterem nazywano gramofon wbudowany w odbiornik radiowy, pozbawiony własnej elektroniki, który po przełączeniu na pracę w roli gramofonu korzystał ze wzmacniacza mocy tego odbiornika i jego głośnika do odtwarzania płyt gramofonowych. W potocznym rozumieniu mianem adaptera określano także samodzielne gramofony.